# Letzenhof

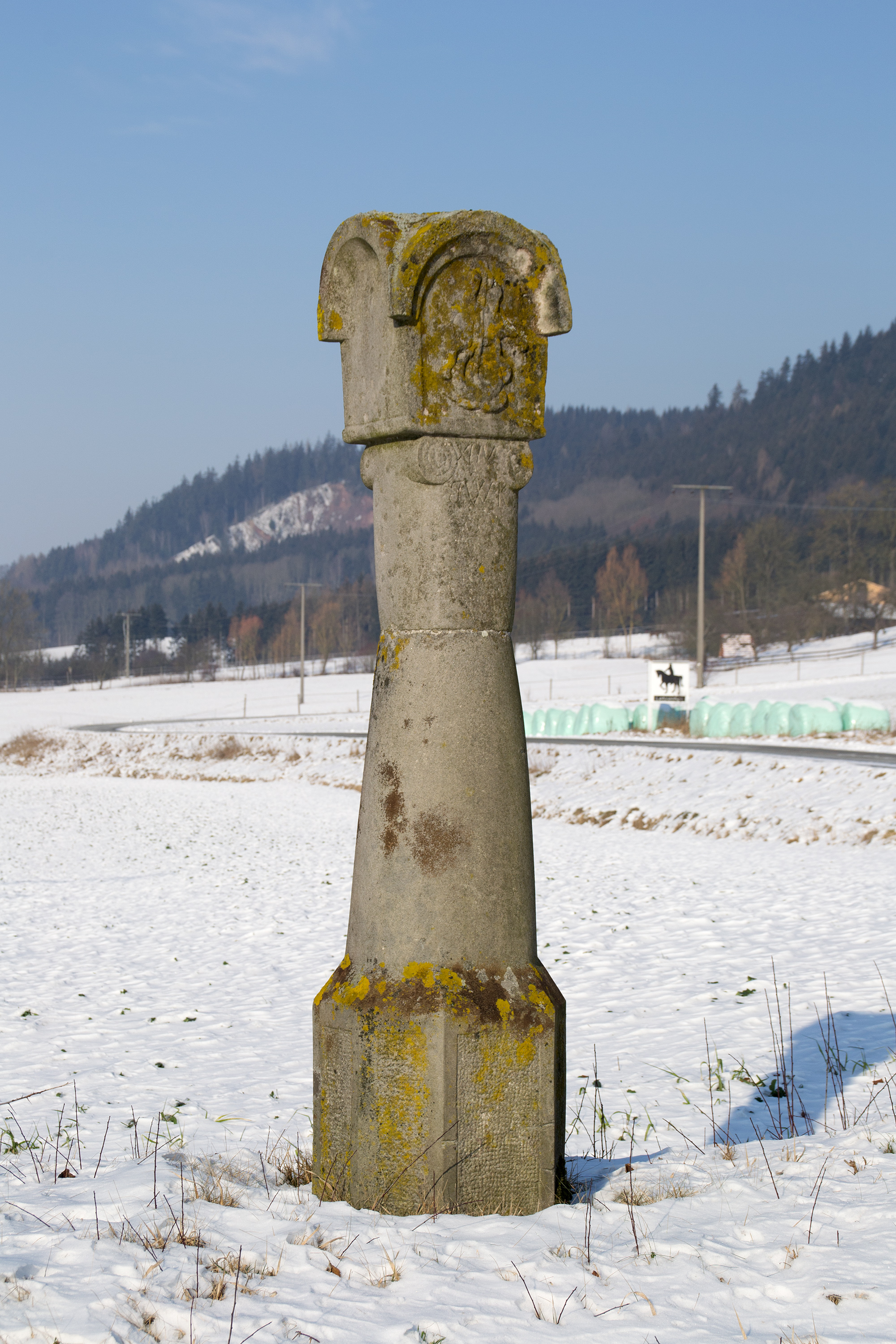
Bildstock von 1871

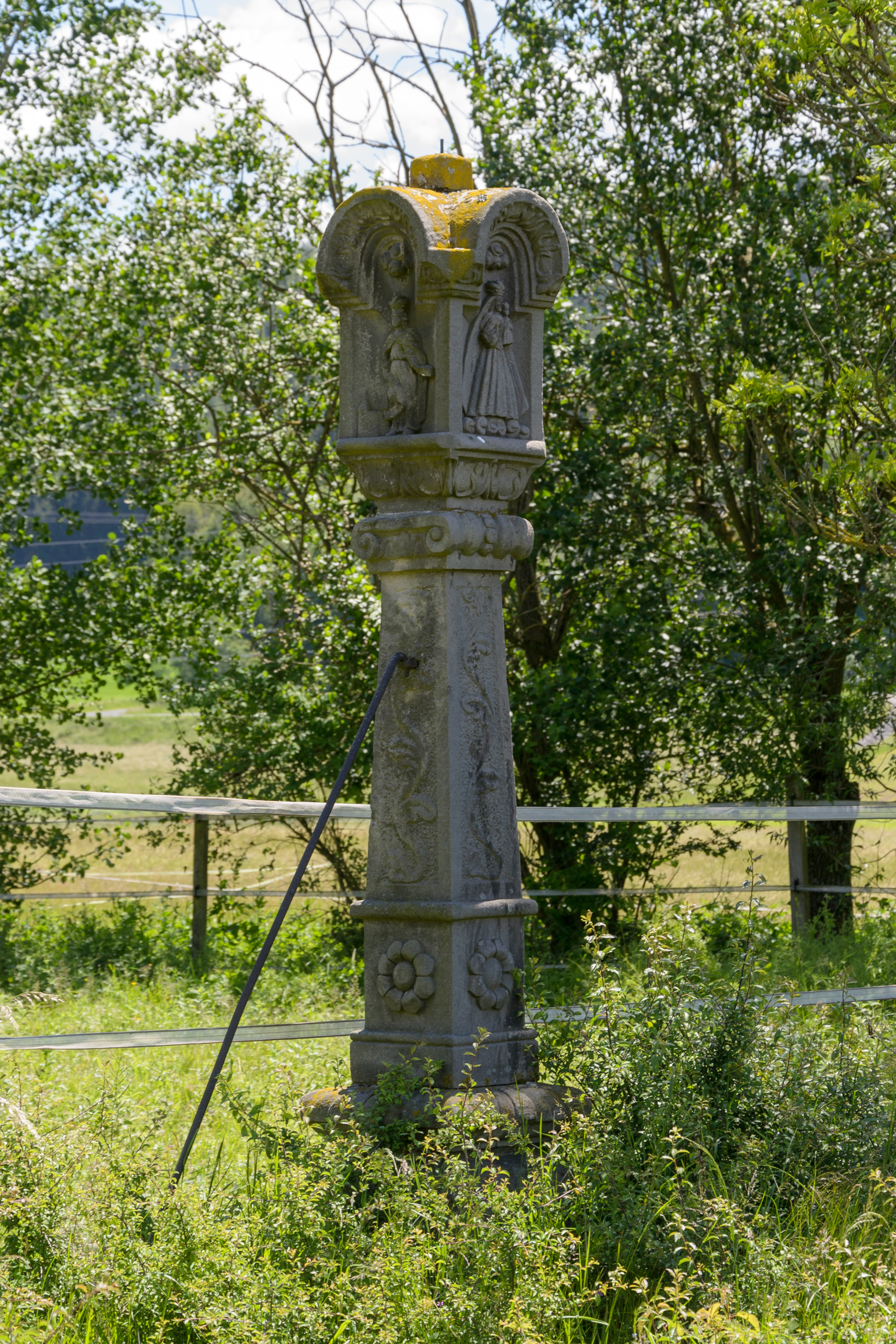
Bildstock von 1742

Letzenhof ist ein Gemeindeteil der Kreisstadt Kronach im Landkreis Kronach (Oberfranken, Bayern).

## Geographie
Die Einöde liegt am Fuße der bewaldeten Anhöhe Letzenberg (557 m ü. NHN, 0,7 km nördlich). Eine Gemeindeverbindungsstraße führt nach Glosberg (1,5 km nordwestlich) bzw. zur Kreisstraße KC 25 (0,4 km südöstlich). Ein Anliegerweg führt nach Letzenberg (0,5 km östlich).

## Geschichte
Gegen Ende des 18. Jahrhunderts bestand Letzenhof aus 2 Anwesen (1 Gülthof, 1 Sölde). Das Hochgericht übte das bambergische Centamt Kronach aus. Grundherr der beiden Anwesen war das Spital Kronach.
Mit dem Gemeindeedikt wurde Letzenhof dem 1808 gebildeten Steuerdistrikt Reitsch und der 1818 gebildeten Ruralgemeinde Glosberg zugewiesen. Am 1. Mai 1978 wurde Letzenhof im Zuge der Gebietsreform in Bayern in Kronach eingegliedert.

### Baudenkmäler
- Zwei Bildstöcke

### Einwohnerentwicklung
| Jahr      | 001818 | 001861 | 001871 | 001885 | 001900 | 001925 | 001950 | 001961 | 001970 | 001987 |
| Einwohner | 13     | 10     | 9      | 9      | 14     | 10     | 7      | 8      | 5      | 3      |
| Häuser    | 2      |        |        | 2      | 2      | 1      | 1      | 1      |        | 1      |
| Quelle    | [ 5 ]  | [ 7 ]  | [ 8 ]  | [ 9 ]  | [ 10 ] | [ 11 ] | [ 12 ] | [ 13 ] | [ 14 ] | [ 1 ]  |

## Religion
Der Ort ist römisch-katholisch geprägt und war ursprünglich nach St. Johannes der Täufer (Kronach) gepfarrt, seit dem 19. Jahrhundert ist die Pfarrei Mariä Geburt (Glosberg) zuständig.